# توماس ستيوارت (موسيقي)
توماس ستيوارت (بالإنجليزية: Thomas Stewart)‏ هو موسيقي ومغني أوبرا ومغني أمريكي، ولد في 29 أغسطس 1928 في سان سابا في الولايات المتحدة، وتوفي في 24 سبتمبر 2006 في روكفيل في الولايات المتحدة بسبب نوبة قلبية.

## وصلات خارجية
- توماس ستيوارت على موقع IMDb (الإنجليزية)
- توماس ستيوارت على موقع ميوزك برينز (الإنجليزية)
- توماس ستيوارت على موقع أول ميوزيك (الإنجليزية)
- توماس ستيوارت على موقع ديسكوغز (الإنجليزية)